# Women's Center For Legal Aid and Counseling
Women's Center For Legal Aid and Counseling (WCLAC) és una organització palestina independent, sense ànim de lucre i no governamental, activa a Jerusalem Est i a tota Cisjordània. Fundada el 1991 per Maha Abu Dayyeh, la WCLAC té un estatus consultiu especial amb el Consell Econòmic i Social de les Nacions Unides (ECOSOC).
La WCLAC aborda els problemes de la violència de gènere a Palestina mitjançant la investigació i la proposta de legislació, assistència jurídica, assessorament social i serveis de protecció per millorar les condicions de les dones a tota la regió.
Actualment encapçalada per Randa Siniora, la WCLAC ofereix suport i ajuda a les dones de tota Palestina. Abordant el feminici, el divorci unilateral, la discriminació basada en el gènere i els problemes específics de gènere, WCLAC ofereix als homes i dones palestines accés al sistema legal i recursos educatius.

## Història
Tot i que els orígens de la WCLAC es remunten al 1921, quan es va fundar el primer sindicat de dones a Jerusalem i va començar l'activisme feminista organitzat de dones palestines, l'auge del Moviment Autònom de Dones Palestines als anys noranta va provocar la creació de la WCLAC durant un període en què el pensament feminista i l'activisme femení van trobar nous peus. Des de finals de la dècada de 1980 fins als anys noranta també es va produir una gran onada d'establiments d'ONG a Palestina. Des dels seus inicis, la WCLAC va funcionar simultàniament com una ONG i una organització feminista durant una època en què ambdues anaven augmentant en nombre.
En un moment en què la discriminació i la violència de gènere van començar a cridar l'atenció mundial, la WCLAC va promulgar el seu Model de Parlament: una campanya nacional llançada el 1998 a tot Palestina per garantir una legislació per protegir i igualar els drets i la participació de les dones en la societat civil. Amb l'objectiu de conscienciar la ciutadania a través dels mitjans de comunicació i del lobby, la WCLAC tenia previst acollir cinc parlaments models diferents a cinc ciutats diferents de Palestina. El seu objectiu era mobilitzar i educar tots els membres de la societat, inclosos els homes. Es van apropar a diverses organitzacions de dones per col·laborar, van crear un manual sobre mètodes d'organització i pressió i van oferir tallers sobre aquests mètodes. El Parlament Model va impulsar la "igualtat total" de les dones, establint un enfocament democràtic del canvi legal.
Com que el projecte es va pronunciar en contra del divorci unilateral i de la violència de gènere, el projecte va enfrontar-se a la reacció del clergat de l'establishment islàmic a Palestina, Hamàs i activistes de classe mitjana que van provocar que es reduís l'abast de la WCLAC. En pintar les dones de l'organització com una minoria no musulmana que obligava les dones a divorciar-se dels seus marits, aquests grups van empènyer a WCLAC fora de les ciutats xaria. Aquests grups també van fer impossible que les dones líders de la WCLAC, algunes de les quals eren advocades, exercissin l'advocacia als tribunals de la xaria.
Malgrat aquesta reacció, el Parlament Model va portar a converses més àmplies sobre la necessitat de programes legals i socials per donar suport a les dones a tot el territori palestí. El Parlament va situar la WCLAC a l'avantguarda del discurs públic sobre els drets de les dones i les qüestions específiques de gènere a Palestina.

## Legislació i recerca: resposta a la violència de gènere

### Recerca Orientada a l'Acció
Tenint en compte l'augment de feminicidis i assassinats d'honor, la WCLAC ha identificat casos concrets que s'han catalogat i disfressat com a accidents. Després del cas de l'assassinat d'honor d'Aya Al-Baradiya que va condemnar l'autor a set mesos de presó, l'atenció nacional va créixer al voltant de lleis que no fan complir la igualtat de gènere a Palestina. En fer un seguiment d'aquests casos, els líders de la WCLAC han intentat canviar aquestes desigualtats de gènere i lluitar per la justícia per a les dones que han estat assassinades per defensar l'honor familiar.
Utilitzant un mètode d'investigació orientat a l'acció que analitza les dades per identificar correctament i correctament els delictes i generar consciència, WCLAC realitzà projectes d'investigació sobre assassinats d'honor i feminicidis. A través d'una enquesta centrada en els assassinats d'honor, la WCLAC va demanar a les dones que identifiquessin els possibles autors d'assassinats d'honor per tal d'obtenir de primera mà un nombre actualitzat de casos i altres dades sobre el tema.

### Legislació
La WCLAC ha presentat declaracions a les Nacions Unides (ONU) sobre els efectes desproporcionats de la violència i la legislació sobre les dones a partir de dades registrades per l'⁣Oficina Central d'Estadística de Palestina. Observant les disparitats entre la població de dones i la participació política de les dones, la WCLAC ha cridat l'atenció internacional a les accions governamentals que han obstaculitzat la participació política femenina a tot Palestina. Després de la ratificació per part del país de la Convenció de l'ONU sobre l'eliminació de totes les formes de discriminació contra les dones, la WCLAC va subratllar que el govern palestí no va aconseguir portar la legislació del país als estàndards internacionals. Advocant per una política que demana que el govern del país promogui el diàleg al voltant de l'agenda de les dones, la WCLAC ha continuat educant el públic i proporcionant accés als sistemes legals del país.
Continuant amb el seu treball mitjançant la recollida anual de dades sobre feminicidis i assassinats d'honor a Palestina, la WCLAC ha fet un seguiment de dades sobre feminicidis i assassinats d'honor contra dones palestines casades, mares i dones solteres. Abordant aquesta violència, la WCLAC va demanar l'any 2020 l'anul·lació de les lleis d'estatus personal que discriminaven les dones en el matrimoni, la cura dels fills i l'herència. Demanant la fi del divorci unilateral i la protecció de les dones a la família, la WCLAC va instar l'aprovació immediata de la llei de protecció de la família per protegir les dones palestines a la llar.

## Abordar les qüestions específiques de gènere de l'ocupació israeliana
En augment en els últims anys, la WCLAC ha parlat de l'augment de la militarització de l'ocupació israeliana i de les múltiples maneres en què això ha afectat les dones palestines. L'organització ha presentat declaracions a l'ONU per instar el suport a les investigacions sobre les violacions comeses contra els palestins, inclosos els bloquejos il·legals i una política de tancament a Gaza per part d'Israel. Han assenyalat que els bloquejos van provocar condicions inhumanes que l'ONU considerava inadequades per a l'habitatge humà. Arran de les ofensives militars a gran escala d'Israel el maig de 2021 contra Gaza, el grup es va pronunciar contra els atacs aeris a zones plenes de civils, els civils que havien estat atacats deliberadament a les seves cases i la destrucció de la infraestructura pública que va provocar la mort de 260 palestins i va deixar més de 1900 ferits a Gaza.
La WCLAC també va cridar l'atenció sobre el que aquestes violacions suposaven per a les dones que viuen a Gaza. Afirmant que les dones de Gaza tenen el paper de cuidadores, van explicar que la destrucció de les infraestructures i la militarització havien deixat la majoria dels nens ferits i traumatitzats sense refugi. La WCLAC va assenyalar la nova càrrega sobre les dones, ja que era responsabilitat de les dones tenir cura d'aquests nens. Destacant l'abús verbal i sexual específic que pateixen les dones palestines sota l'ocupació israeliana, la WCLAC també va cridar l'atenció sobre altres qüestions d'ocupació específiques de gènere. Com a resposta política a les experiències d'aquestes dones, la WCLAC va demanar la fi d'una cultura d'impunitat, que no porta els autors de violacions dels drets humans davant la justícia, un enjudiciament dels colons israelians, una exigència que Israel pisés fi al bloqueig a Gaza, el suport dels membres del Consell de Drets Humans (HRC) per a la justícia i la rendició de comptes, el suport i la facilitació per a la comissió d'estats i sancions per a altres mesures greus i imposar a tercers estats a responsabilitzar Israel per l'ús d'armes explosives. En parlar de les violacions específiques de l'ocupació israeliana el 2021, la WCLAC va parlar de les obligacions legals de l'ocupació israeliana en virtut de la Quarta Convenció de Ginebra, citant la manca de garantir l'accés a l'assistència sanitària, els aliments i els subministraments mèdics juntament amb la manca de manteniment del sanejament públic durant l'ocupació.
La WCLAC també va aconseguir finançament per establir un refugi a Betlem, oferint refugi a dones i nens que escapen de la violència de gènere com a resultat de l'augment de la militarització de l'ocupació israeliana. Un memoràndum d'entesa amb el Ministeri d'Afers Socials (MOSA) va portar a l'operació d'un refugi d'emergència a una ciutat de Cisjordània.